# Древнепсковский диалект
Древнепско́вский диале́кт — средневековый диалект древнерусского языка, распространённый на территории Псковской республики (и, вероятно, смежных с нею частей западных пятин Новгородской республики — Шелонской и Водской). По Зализняку, вместе с древненовгородским составлял пучок близкородственных диалектов, который сходится с прочими восточно-славянскими диалектами только в праславянскую эпоху. Особенности диалекта древнего Пскова нашли отражение в памятниках письменности, дошедших до нас только с XIV века.

## Черты, общие для псковско-новгородского пучка
Черты, отличные от наддиалектного древнерусского (НДДР), но общие с древненовгородским диалектом (ДНД).
1. Цоканье и чоканье, т.е. неразличение звуков ц и ч, а на письме - смешением соответствующих букв. Обусловлено слиянием в единой фонеме продуктов первой (прогрессивной) и второй (регрессивной) палатализаций для *k и рефлекса сочетания *kj: ц"исто, пътиц"а, скац"еши. На письме это выражалось смешениями: съконцашасѦ (вм. съкончашасѦ), старьчи (вм. старьци), нацальника (Псков, апостол 1307 г.); чепи (вм. цепи), ноць (Псков, гр. XV в.); человавъ до конча, оцистимсѦ (Псков, пролог 1383 г.) и др. Цоканье в древненовгородском диалекте[3] встречается в Новгородских минеях (1095—1097 годы), также его можно встретить в смоленско-полоцких памятниках XIII века (более ранних памятников этих территорий нет). Трудно установить, было ли цоканье известно другим областям Древней Руси, так как древние памятники, написанные на этих территориях, до нас не дошли.
2. Полное отсутствие аканья и яканья.
3. Неполнота эффекта первой палатализации, т.е. непереход *k, *g, *x в č, ž, š (ч, ж, ш). Особенно ярко заметна при словообразовании: Ольгин, Лукин, мачехинъ в псковско-новгородском пучке при Ольжин, Лучин, мачешинъ в НДДР.
4. Отсутствие эффекта второй (регрессивной) палатализации. Исходные *k, *g, *x в позициях перед ě, i смягчились до [k'], [g'], [x'], но не перешли в свистящие. Ср.: «кѣле» — цѣлъ, «хѣрь» — сѣрь (серое некрашеное сукно), «кьркы» — церковь; производные от них топонимы Хѣдово, Хѣрово. Примеры с паллатализацией встречаются исключительно в терминах (или формулах) церковнославянского или официального характера: Господи помози, въ Бозѣ. При этом в НДДР данный эффект был регулярен: цѣлъ, цѣдити, сѣрь, сѣдъ, на руцѣ, на нозѣ, къ косѣ, двѣ рѣцѣ, друзии, мози, сѣцѣте и т. д.
5. Неполнота эффекта третьей (прогрессивной) палатализации. Фонема *x не обнаруживает эффекта 3-й паллатализации вовсе. Ср.: слово «весь» сохранило основу «вьх-» во всей парадигме (н.р.: вьхе, къ вьхѣмъ, отъ вьхоѣ и т. д.). Фонема *g обнаруживает этот эффект лишь частично. Ср. отсутствие эффекта в «не лего», «не льго» — нельзя, не позволено; «колъбѧгь» — колбяги «варѧгь» — варяги; проявление эффекта в «кнѧзь» — князь, «оусерѧзи» — серьги. Фонема *k последовательно обнаруживает этот эффект: «вѣверицѣ», «отьць», «задьница», «грамотица», «мѣсяць».
6. Некоторые явления вокализма:
  1. Развитие сочетаний типа *TъrT. Основной тип — переход в TъrъT (*TъlT → TъlъT / TьlъT; *TъrT → TъrъT). Н.р.: къръзьно, дълъгъ, смьрьди, смьръда, жьлътоѥ. Дополнительно в ряде случаев вторая гласная могла переходить в ы: н.р., молыния.
  2. Отпадение конечных гласных (нередуцированных). Очень рано конечное -и в позиции после гласной (восходящее к *ji, *jь) перешло в -j, т.е. последний слог перестал быть слогом. В некоторых случаях на письме проставляли конечную -е: въдае, вокоуе, продае, ошее, ее (ей), лоудье (людей), дьскые (дѣтьскыи). В большинстве же случаев произошло падение. Так, в инфинитиве -ть вместо -ти отмечается с 3-й четверти XIII века: исправить, буть. В дальнейшем доля примеров на -ть растёт и к XV веку достигает 60%. Во 2 л. ед.ч. презенса примеры на -шь появляются ещё раньше - со 2-й половины XII века: вѣдаешь, истерѧѣешь; в дальнейшем доля таких примеров возрастает и к 40-м годам XIV века составляет норму. В императиве формы на -ь вместо -и появляются одновременно с изменениями презенса: отправь, ополошь; в дальнейшем доля их растёт медленно и к концу XIV века составляет около четверти. В случаях, если окончания оказывались под ударением, исходное -и сохранялось: ити, въяѧти, вези, проси. С последней четверти XIV века у существительных ж.р. в Т.П. окончания -оѭ утрачивали конечную -у и приобретали вид -ои: с женои, за Лукои. По той же схеме пала конечная гласная в показателе возвратности сѧ: ростѧгалесь, а то деѧлось, возилесь (грамоты XV века без смешения ь-е). Наблюдается так же в конце первой части сложного имени: Ратмир, Мирслава; Вышгородъ.
  3. Переход e → o перед твёрдой согласной. В письменности отражения появляются с XII века: жо, ажо, оуроклъ (заявил), перодо собоѫ, Потру, тенота, гривоно, серобро, цого. С XIV века написание о после шипящего ещё более распространяется: цоловѣкъ, цому, жолтого, жонку, шолкоу. В грамотах XV века обнаруживаются примеры и в конечной позиции: ещо, здесо.
  4. Переход ѣ → и. Необъяснимый графической схожестью букв (в отличие от ѣ → е), процесс отражает именно переход звуков. Наблюдается с XIII века: ризано (вместо рѣзанъ), дови осмини (двѣ осмины), оу Гюрьгева старости. В дальнейшем количество грамот с таким смешением только возрастает.
  5. Выпадение гласной после другой гласной. Самый частый случай - выпадение начальной гласной слова после проклитики, заканчивающейся на другую гласную: а иное → а ное, до осени → до сени, до обѣда → до бѣда, у иныхъ → у ныхъ.
  6. Изменение и, о после проклитик на -ъ (въ, изъ, безъ, съ и т.д.) после падения редуцированных. Для и имелось два пути: либо переход в ы, либо прояснение редуцированного в о (исторически возобладал второй вариант). Примеры (грамоты XIV-XV веков): с ызветомо, в ыномо, к Ыгнату, с Ываном; ко Илину дни, со искоса. Для ъ+о имелись варианты слияний: о, оо, а, аа (соответствуют степеням распространённости от частых к редким). Примеры (грамоты XIV-XV веков): к Осипу, в Ошевъ; ко ωгаθону, ко ωнаниi; в асьмыи день, к атцеви; ка Ани, ка Аθимии.
  7. Адаптация христианских имён: либо с переходом а → о (Оньдрѣи, Оньфимъ, Онътанъ, Обакунъ), либо с отсечением первой гласной (Катерина, Настасья, Фима, Ларионъ, Бакунъ). Отдельную специфическую группу составляли имена Ѥванъ (Иван), Ѥсиф (Иосиф).
7. Некоторые явления консонантизма:
  1. Слияния вл' → л': испралоу (вм. "исправлю"), цереленаѧ (вм. "червлёные"), на Яколи оулици (вм. "на Яковлевой улице") (рукописи XII - XIII веков). В собственно ДНД явление имело больший масштаб, чем в ДНД. Сохранение вл наблюдается только в документах, ориентированных на наддиалектную норму.
  2. Слияния мл' → н'.: енюци (вм. "емлючи"), на зени (вм. "на земле"), на зень (вм. "на землю"); топонимы Гзень (в младшем изводе НПЛ) при Къземль (в старшем изводе) и Захонье при Захълмье.
  3. Отвердение мягких губных. Наиболее показателен на примере конечного [м']. Процесс начался очень рано, фиксируется уже в грамотах XI века: написание своимъ при сохранении есмь, бьзоумьемь. В XII веке развивается: за Петръмъ, въ дроугемо,  во томо. К XIII веку закрепляется как норма: съ Воелавомо, при комо, о моемо, передамо, с нимо, татьмо. На примере конечного [в']: цѣлъвъ, цѣрковъ в рукописях XIII века; перед гласными: маса (вм. мяса), сватее (вм. святее), бес пати (вм. без пяти), сѣманы (вм. семена), помалсѧ (вм. помялся).
  4. Отвердение и падение конечного [т']. Примеры этого рода немногочисленны и наблюдаются только с конца XIII века: пѧтъ (вм. пять), три девято (вм. три девять), полъ трьтиѧ дьсѧто (двадцать пять). Особый частный случай - окончания 3-го л. презенса: -тъ вместо -ть отмечается с середины XIV века. Встретились: возметъ, приѥдуто, поводитъ, велитъ, биютъ. Отмечен единственный случай инфинитива с -тъ: росмотритъ. Случаи отпадения конечного -т отмечены в числительных: дьвѧ (девять), три девѧ (тридевять), три на десѧ, пѧть на десѧ, поло цтверты натца.
  5. Отвердение [р']. Примеры этого рода ещё менее малочисленны и относятся к ещё более позднему времени. О них так же свидетельствуют смешения на письме рь/ръ, рю/ру, рѧ/ра, ри/ры. Примеры: монастиръ, перемиръ, ѧзъ не говору, горончаро.
  6. Отвердение [л']. Заметное - больше, чем для [р'] - число примеров написания лоу/лу, ла, лъ вместо лѭ, лѧ, ль. Примеры: выпралоу (вм. выправлю), за Полоуда (вм. за Полюда); испралоу (вм. исправлю), зеноу (вм. землю), пецалоусѧ (вм. печалюся), промышлаѧ (вм. промышляя), дела (вм. деля), посолоу (вм. посолю), блудо (вм. блюдо), клуцка (вм. ключика); зелоного (вм. зеленого), рублового (вм. рублевого). В ряде современных северных говоров наблюдается сдвиг [л'] → [l], [л] → [ł] и даже [w], что позволяет связать хотя бы часть приведённых изменений псковско-новгородского пучка с современностью.
  7. Частичная нейтрализация противопоставления [в] - [у]. Написание оу вместо предконсонантного в отмечается со 2-й половины XII века: оу монастыри, оу неи, оузѧли, оузѧти, оузѧтѣ. Показательно совмещение обоих вариантов в рамках одного документа: оу монастыри - въ борозе; оу неи - въ дъложениць; оу Селоковь Горь - во Сельче. В грамотах XIV-XV веков встречаются обратные примеры: в (вместо у) Калиница, в (вместо у) Олисѣѧ. Таким образом, как минимум в ряде случаев противопоставление [в] - [у] нейтрализовалось в виде единой фонемы [w] (кириллическая ў).
8. Поздний переход кы, гы, хы → ки, ги, хи, (в грамотах конца XIV - XV веков), тогда как в НДДР фиксируется с XII века. Процесс связывают с влиянием соседних диалектов, но не внутренними причинами (т.к. весь пучок не проходил второй паллатализации). Примеры: акы → аки, кнѧгыни → кнѧгини, Кыѣве → Киѣве, пакы → паки.
9. Наличие диалектных частиц:
  1. Ти - известная во всём древнерусском, в новгородско-псковском пучке была распространена особенно широко. В свободном употреблении имела эффект индикативности (подчёркивала, что событие имело место; что событие значимо для говорящего): то ти есмь далъ Савѣ (вот что я дал Савве). В несвободном употреблении приобретала новые эффекты, что составляет специфическую особенность пучка. В сочетании с условными союзами (аже, оже, аче, али) добавляла усилительное значение: оже ти - если в самом деле. Наиболее специфичны сочетания, давшие новые слова уже к XII веку: да+ти = дати (в значении пусть, чтобы), а+ти = ати/ать (в значении пусть, если).
  2. Добро - синонимичен союзу дать и употребляется в тех же конструкциях, но является диалектизмом. Пример: цо бъ ѥси прислалъ воску да мъла да овьцини, добро по шубѣ сошьѥмъ (чтобы мы себе по шубе сшили).
  3. Занъдо - в значении "потому что". Пример: "занъдо у Новугороду и и заморьци с нѣмѣцкими купьцы мир ωпришьнии и грамотѣ ωпришьнии" - "потому что у Новгорода с заморскими иностранными купцами имелся отдельный мир и отдельные грамоты".
  4. Иные диалектные союзы: абьно (коль скоро, если), алѧ (или же, а иначе, в противном случае), даче (если), око (что, так что).

## Черты, обособленные внутри пучка
Черты, отличные и от наддиалектного древнерусского, и от древненовгородского диалекта.
1. Шепелявенье. Совпадение s' (из s перед передней гласной) и z' (из z перед передней гласной и продукта прогрессивной паллатализации *g). Возникшие на этом месте фонемы обозначаются как s'', z'' (в кириллице — с", з"). Н.р.: с''ила, с''есть (шесть), з''има, з''алоба (жалоба); смешение на письме: «васи» — вм. «ваши», «съгѣсихъ» — вм. «съгрѣшихъ», «зелеза» — вм. «железа», «здать» — вм. «ждать», «друзина» — вм. «дружина», «жима» — вм. «зима». Эта особенность нашла отражение в таких псковских памятниках, как Апостол 1307 г., Шестоднев 1374 г., Пролог 1383 г., 1-я Псковская летопись и др.
2. Абсолютное сохранение рефлексов *tj, *kt'. Ср. пары: хочеши, печи (НДДР); хоц"еши, пец"и (в ДНД); хоктеши, пекти (в ДПД).
3. Сохранение *kv, *gv, *xv перед передними гласными. Эффект, аналогично п.1, отсутствует в указанных сочетаниях перед ě, i, ь. Ср.: «квѣтъ» — цвет, «квѣлити» — дразнить, сердить, «гвѣзда» — звезда, «гвьрста» — дресва; производные от них топонимы р. Гвезденка, д. Гвездено. При этом в НДДР и ДНД в указанных позициях регулярно выступают ц, з, с: цвѣтъ, цвѣлити, звѣзда; из ранних письменных свидетельств некнижного характера "промѣжю землями Звѣздиною и Фефиловою землею" (ГВНП, №169, Двина, сер. XV века).
4. Эволюция *tj, *dj, *sj, *zj. Тогда как в НДДР эти сочетания дали соответственно č, ž, š, ž (кириллические ч, ж, ш, ж), а в ДНД — č'', ž, š, ž (ц'', ж, ш, ж), то есть, то же самое с точностью до цоканья); в ДПД эти же сочетания перешли в [k'], [g'], [x'], [γ'] и отвердели в позиции перед задними гласными. Ср.: «сустрекать» — встречать, «рогать» — рожать, «вехать» — вешать, «рызьи» — рыжий. Как особый, частный, случай, выступают сочетания *stj, *zdj: в НДДР они дали [š'č'] и [ž'ǯ'], в ДНД — [s''c''], [ž'g'], в ДПД — [š'k'], [ž'g]. В кириллице это: [щ’ч'] и [ж’дж'] в НДДР, [з''ц''] и [ж’г'] в ДНД, [щ’к'] и [ж’г] в ДПД. При этом повсеместно с сочетанием *stj совпало сочетание *skj (результат первой паллатализации для *sk), а с *zdj — *zkj (первая паллатализация для *zg). Н.р.: дожгь, пригвожгьше (Апостол 1307 г.), дожгѦ, пригвожгенъ (Шестоднев 1374 г.).
5. Эволюция *tl, *dl. Тогда как в НДДР и ДНД эти сочетания дали простой l, в ДПД они дали kl, gl, ср.: «повегле» — повёл, «въсѣгли» — сели, «сустрѣкли» — встретили, «учкле» — учёл; «жагло» — жало, «клещь» — лещ, «егль» — ель, «жерегло» — узкий пролив; производные топонимы: Жерегло, Жаглово, Виглино, Еглы, Раглицы, Сеглицы, Суглица; на конь оусегли (сели) (2-я Псковская летопись).
6. Пропуск звука в перед мягким л': посталяша (1-я Псковская летопись).
7. Особенность развития полногласия: не по типу *TorT → ToroT (*TolT → ToloT, *TerT → TereT, *TelT (неперешедшее в TolT) → TeloT), но по двум альтернативным типам. Первый: *TorT → ToroT/TorǝT; здесь вторая гласная фонологически не идентична первой. Прямых свидетельств не обнаружено, однако косвенно об этом механизме свидетельствуют современные диалектизмы: балэнья/балынья - болотистое место (*bolnьje); скорынья - щека; шолымя - пригорок, холм; полымя - пламя (последнее встречается не только в северных говорах). Второй: *TorT → TroT; внешне схожий с западно-славянским, но отличный по результатам. Прямых свидетельств так же не обнаружено, косвенно свидетельствуют диалектизмы: блонь - низкое место (при обло́нье), бро́здник - род мотыги (при боро́здник), злота́вка - рыба-гальян (при золота́вка), мло́дый, мло́чный, т.д.. Несовпадение с западно-славянской моделью наиболее видно на паре "млочный - mleczny". Та же закономерность прослеживается в псковских топонимах: Строби, Бродкино, Дрогини, Клодовище, Скроботово, Требех, Тремово, Хлопово - при существующих в других областях селениях Бородкино, Дорогинино, Колодовище, Скороботово, Теребеха/Теребутик, Теремово/Теремец, Холопково/Холопиха.
8. Характер реализации *ě. В диалектах кривического ареала данная праславянская гласная реализовалась в виде широкого монофтонга либо дифтонга с широким вторым компонентом, откуда совр. диал.: яла (ела), кяп (цеп), ряпа (репа). Косвенно это подтверждается древнейшим пластом прибалто-финских заимствований из восточно-славянских через *ě→ää: määrä, läävä, lääti, räähkä - из мѣра, хлѣвъ, клѣть, грѣхъ. В отличие от более поздних заимствований либо заимствований из некривического ареала, где *ě→ie: viesti из вѣсть. В остальной части восточно-славянской территории (включая ареал ДНД) *ě реализовалась в виде короткого монофтонга либо дифтонга с коротким вторым компонентом. Это подтверждается наличием смешений ѣ-и начиная с XII века, к XIV веку становящемуся обычной практикой.
9. Вопрос о протетическом [j]. Начиная с XII века наблюдаются колебания в начальных у-/ю- во множестве слов ДПД, некоторые из которых сохранились как диалектизмы: ѭбрѫсе/убрусе (платок), ѭдега/гудега (иней, густой иней), уже/ѭже (верёвка), уза/ѭза, уродъ/ѭродъ, съ-по ѭтру, по ѭлицы, ѭ дроугхо (у другого), утроба/ѭтроба, удоль/ѭдоль, т.д.. Традиционно принято объяснять подобные начальные [j] влиянием церковнославянизмов, однако все вышеперечисленные слова в церковнославянском выступают именно без протетического [j], тогда как варианты с ним свойственны исключительно письменности ДНД. Гиперкоррекция (по типу угъ/югъ, унъ/юнъ) не объясняет настолько обширного распространения слов с начальным ѭ- уже в самых первых источниках (Изборник Святослава 1073 года, Пандектах Антиоха, Путятина минея, Чудовская псалтирь), вследствие чего принято считать[4], что все данные слова имели вариативность начал.
10. В ряде позиций (прежде всего перед сонантом) звуки s, š переходили в х: смехно (смешно), страхно (страшно), выхла (вышла) и т.д.. Данный процесс относится уже к письменной эпохе, после падения редуцированных, т.к. только после него š в указанных позициях могла вступать в контакт с сонантом.